# Powiat Cuxhaven
Powiat Cuxhaven (niem. Landkreis Cuxhaven) – powiat w niemieckim kraju związkowym Dolna Saksonia. Siedziba powiatu znajduje się w mieście Cuxhaven. Najbardziej na północ położony powiat kraju związkowego.

## Podział administracyjny
Powiat Cuxhaven składa się z:
- dwóch miast
- pięciu samodzielnych gmin (niem. Einheitsgemeinde)
- trzech gmin zbiorowych (Samtgemeinde)

Miasta:
| Lp. | Nazwa miasta | Ludność (31.12.2008) | Powierzchnia km² |
| --- | ------------ | -------------------- | ---------------- |
| 1   | Cuxhaven     | 51.249               | 161,91           |
| 2   | Geestland    | 30.700               | 356,20           |

Gminy samodzielne:
| Lp. | Nazwa gminy          | Ludność (31.12.2008) | Powierzchnia km² |
| --- | -------------------- | -------------------- | ---------------- |
| 1   | Beverstedt           | 13.783               | 197,60           |
| 2   | Hagen im Bremischen  | 11.136               | 197,32           |
| 3   | Loxstedt             | 16.110               | 156,54           |
| 4   | Schiffdorf           | 14.029               | 113,55           |
| 5   | Wurster Nordseeküste | 17.119               | 182,08           |

Gminy zbiorowe:
| Lp. | Nazwa gminy    | Ludność (31.12.2008) | Powierzchnia km² | Liczba gmin |
| --- | -------------- | -------------------- | ---------------- | ----------- |
| 1   | Börde Lamstedt | 6.084                | 176,99           | 5           |
| 2   | Hemmoor        | 14.201               | 123,79           | 3           |
| 3   | Land Hadeln    | 27.713               | 406,59           | 14          |

## Zmiany administracyjne
- 1 stycznia 2014
  - rozwiązanie gminy zbiorowej Hagen
  - utworzenie gminy samodzielnej Hagen im Bremischen
- 1 stycznia 2015
  - połączenie gminy Nordholz z gminą zbiorową Land Wursten w gminę samodzielną Wurster Nordseeküste
  - połączenie miasta Langen z gminą zbiorową Bederkesa w miasto Geestland
- 1 listopada 2016
  - połączenie gminy Geversdorf z gminą Cadenberge
  - połączenie gminy zbiorowej Am Dobrock z gminą zbiorową Land Hadeln